# 南海プライベートリート投資法人
南海プライベートリート投資法人（なんかいプライベートリートとうしほうじん）は、大阪市中央区にある投資法人、私募リート。

## 概要
スポンサーは南海電気鉄道株式会社（南海電鉄）で、資産運用会社は同社100%子会社の南海リートマネジメント株式会社である。資産保管会社・投資主名簿管理人・一般事務受託会社は三井住友信託銀行株式会社。
総合型の私募リートである。ポートフォリオ構築方針は、エリア別では”なんば・沿線”をコアエリアとした関西圏が60%以上、東京圏及びその他政令指定都市等が40%以下で、用途別ではオフィス・住宅・商業が60%以上、ホテル・その他が40%以下としている。
2023年（令和5年）7月3日に設立され、11月16日に資産規模約210億円で運用開始を開始した。南海電鉄は、中期経営計画「共創140計画」の「選ばれる沿線づくりと不動産事業深化・拡大」の一環として、所有不動産の当リートへの売却により開発資金を確保し、難波（なんば）などの沿線のまちづくりに投資することで「地域共創型まちづくり」を加速させる。南海電鉄は売却益として2024年3月期で営業利益約27億円、特別利益約51億円を計上する見込みと開示した。
資産運用規模は、3～5年を目途に約500億円、中長期的に1,000億円を目指すとしている。

## 沿革
設立前の経緯
南海電鉄は、2021年5月の2021年3月期決算説明会の質疑応答で、私募リート組成を検討していることを明らかにした。
2022年3月31日に発表した中期経営計画「共創140計画」で私募リートを設立するとした。
設立以降
- 2023年（令和5年）7月3日 - 設立
- 2023年（令和5年）8月25日 - 内閣総理大臣による登録の実施（登録番号：近畿財務局長 第10号）[12]
- 2023年（令和5年）11月16日 - 運用開始（資産規模約210億円）[1]

## ポートフォリオ

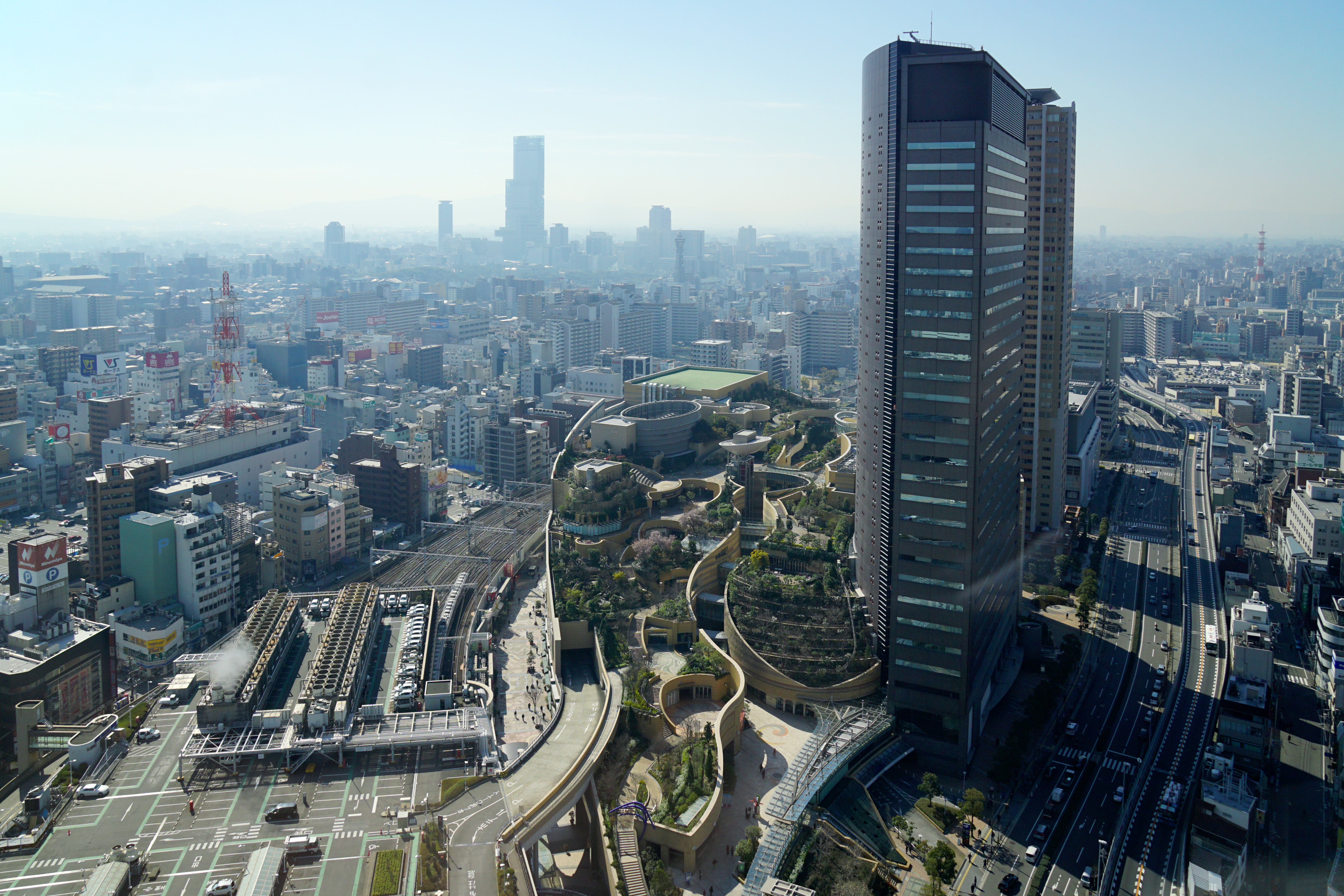
なんばパークス

資産規模（取得価格ベース）は、運用開始時に約210億円。
当初組入物件は、なんばパークス（区分所有権の共有持分7.5%）や「セントラル堺東」（賃貸住宅）などである。

## 投資主
運用開始時に日本政策投資銀行が出資した。芙蓉総合リースは2024年3月末時点で投資口300口、簿価3億円を保有している。